# Design of a Decade 1986/1996
Design of a Decade 1986/1996 is de eerste compilatie van de Amerikaanse R&B/popzangeres Janet Jackson, uitgebracht in 1995. In de V.S. kreeg het een dubbel platina-certificatie in 1995, wat neer kwam op meer dan 2 miljoen verkochte exemplaren. Wereldwijd verkocht het ongeveer 10 miljoen exemplaren.

## Albuminformatie
Op het album staan de zes singles van "Control", de zeven singles van "Janet Jackson's Rhythm Nation 1814" en één lied van "janet.. Deze nummers staan naast twee nog niet eerder uitgebrachte nummers: de Amerikaanse top-5 hit "Runaway" en de mid-tempo ballad Twenty Foreplay. De video-compilatie, die tegelijkertijd met het album uitkwam, heeft van alle nummers de videoclips (met uitzondering van Twenty Foreplay).
De nummers "If", "Again", "Any Time, Any Place", "Because of Love" en "You Want This" konden vanwege problemen met auteursrechten en licenties niet op het album verschijnen. Andere nummers, zoals speciaal voor het V.K. uitgebrachte "Funny How Time Flies (When Yu're Having Fun)" (van "Control" uit 1986), werden niet gekozen om op het album te komen. Sommige nummers die wel op het album waren werden verkort zodat "Whoops Now" en "The Best Things in Life Are Free" op de internationale editie paste.
In werd internationaal met 18 nummers uitgebracht terwijl de Amerikaanse editie maar 16 nummers had (zonder "Whoops Now" en "The Best Things in Life Are Free"). Sommige internationale edities werden samen met een bonus-cd uitgebracht, die 7 nummers bevatte. In Australië werd deze bonus-cd ook als enkele cd uitgebracht. In het V.K. werd een limited edition uitgebracht. Deze had een metalen verpakking en had de 18 nummers van de internationale versie.
In het boekje van het album stonden de songteksten van de twee nieuwe nummers, een mini-biografie en verschillende foto's uit de jaren van "Control", "Rhythm Nation 1814" en de "janet."-periode. Ook stond voor elk nummer degene die hadden bijgedragen om de nummers te maken.
Ter promotie van het album bracht A&M Records de singles "The Best Things in Life Are Free", "When I Think of You", "Alright" en "the Pleasure Principle" uit, gehuld in gloednieuwe remixen. Er waren plannen om "Love Will Never Do (Without You)" uit te brengen maar dit werd geannuleerd om onbekende redenen.

## Tracklisting

### Amerikaanse editie
1. "Runaway" - 3:35
2. "What Have You Done for Me Lately" - 4:44
3. "Nasty" - 4:03
4. "When I Think of You"- 3:56
5. "Escapade" - 4:45
6. "Miss You Much" - 4:12
7. "Love Will Never Do (Without You)" - 4:35
8. "Alright" - 4:39
9. "Control" - 5:14
10. "The Pleasure Principle" - 4:13
11. "Black Cat" - 4:48
12. "Rhythm Nation" - 5:58
13. "That's the Way Love Goes" - 4:25
14. "Come Back to Me" - 5:38
15. "Let's Wait Awhile" - 4:36
16. "Twenty Foreplay" - 6:06

### Internationale editie
1. "Runaway" – 3:34
2. "What Have You Done for Me Lately" (singleversie) – 3:32
3. "Nasty" (edit) – 3:44
4. "When I Think of You" – 3:55
5. "Escapade" – 4:44
6. "Miss You Much" (vinylalbumversie) – 3:51
7. "Whoops Now" (edit) – 4:06
8. "Love Will Never Do (Without You)" (single edit) – 4:35
9. "Alright" (7"-remix zonder rap) – 4:39
10. "The Best Things in Life Are Free" (bewerking van Britse 7"-remix, met Luther Vandross) – 4:05
11. "Control" (edit) – 3:27
12. "The Pleasure Principle" (edit) – 4:13
13. "Black Cat" (videomix met lange solo) – 4:47
14. "Rhythm Nation" (7"-edit) – 4:27
15. "That's the Way Love Goes" – 4:25
16. "Come Back to Me" (remix) – 5:36
17. "Let's Wait Awhile" – 4:36
18. "Twenty Foreplay" (internationale edit) – 5:20

### Gelimiteerde editie: bonus-cd
1. "Young Love" (12"-dancemix) – 5:07
2. "Diamonds" (Cool Summer Mix-edit) – 4:00
3. "The Knowledge" (Q Sound Mix) – 3:59
4. "Say You Do" (lp-versie) – 6:47
5. "Don't Stand Another Chance" (lp-versie) – 4:16
6. "French Blue" – 6:22
7. "When I Think of You" (David Morales Jazzy-mix) – 10:19